# Гробна места са надгробним споменицима значајних личности из историје Новог Сада, Петроварадина, Ср. Карловаца, Ср. Каменице
Гробна места са надгробним споменицима значајних личности из историје Новог Сада, Петроварадина, Ср. Карловаца, Ср. Каменице представљају непокретно културно добро као споменик културе.

## Алмашко гробље у Новом Саду
- Сава Ипић (1894-1950), сликар (парцела 2, рејон , ред 2)
- Породица Лемајић од Пасан Брдо, племићка породица и Жарко И. Огњановић (1889-1957), хумориста и спортиста (парцела 3, рејон I)
- Глигорије Барусковић (1841-1928), професор гимназије (парцела 2, рејон , ред 14)
- Гробница куће Хариш, трговци, племићи (парцела 1, рејон , ред 12)
- Породица Kауниц-Ритберг, гробница једине грофовске фамилије у Новом Саду (парцела 1, рејон , ред 12)
- Милан Шевић др. (1856-1937), педагог и писац (пацела 3, рејон , ред 1)
- Лазар Марковић др. (1876-1935), лекар и драмски писац (парцела 1, рејон , ред 2)
- Воја Трифуновић (1888-1935), сликар (парцела 4, рејон I, ред 10)
- Илија Вучетић др. (1844-1904), политичар и публициста (парцела 1, рејон , ред 7)
- Породица Станојловић од Стангоре, гробница племићке куће (парцела 3, рејон , ред 7)
- Аркадије Варађанин (1844-1922), педагог и јавни радник (парцела 2, рејон , ред 14)
- Александар Сандић (1836-1908), професор гимназије (парцела 1, рејон , ред 14)
- Ђорђе Дера др. (1844-1917), филолог, професор (парцела 1, рејон , ред 4)
- Љубомир Лотић (1865-1946), публициста и просветни радник (парцела 4, рејонI, ред 4)

## Успенско гробље у Новом Саду
- Благоје Бранчић (1860-1915), професор гимназије, преводилац (парцела 2, рејон I, ред 3)
- Филип Оберкнежевић (1839-1911), професор гимназије, преводилац, (парцела 1, рејон , ред 4)
- Васа Ешкићевић (1867-1933), сликар (парцела 1, рејон I, ред 5)
- Нанка Добрић (1829-1912), позоришна дилетанткиња (парцела 3, рејон , ред 1)
- Руска војничка гробница, погинулих у Првом светском рату 1915-1918. (парцела 5, рејон II, ред 15)
- Павле Мачвански (1822-1914), правник, новосадски градоначелник (парцела 5, рејон , ред 1)
- Јован Марковић (1811-1879), протојереј, бавио се сликарством (парцела 7, рејон , ред 7)
- Породица Батут, гробница (парцела 3, рејон , ред 1)
- Ђорђе Kондороши (1821-1891), адвокат, народни посланик, професор (парцела 4, рејон , ред 1)
- Радивој Стратимировић (1816-1860), правник и књижевни радник (парцела 8, рејон , ред 1)
- Лука Миланковић (1801-1857), правник, добротвор (парцела 1, рејон , ред 1)
- Андрија Матић (1851-1926), професор новосадске гимназије (парцела 3, рејон , ред 1)
- Вељко Миросављевић (1836-1928), свештеник и протојереј Успенске цркве (парцела 2, рејон , ред 1)
- Емил Чакра (1837-1884), публициста (парцела 6, рејон , ред 1)
- Ђура Вукичевић (1838-1910), политичар, публициста и правни писац (парцела 3, рејон , ред 1)
- Александар Вулко (1859-1921), архитекта и супруга Вида, музички радник (парцела 4, рејон , ред 1)
- Јован Живојиновић (1870-1926), професор и јавни радник (парцела 3, рејон , ред 2)
- Живорад Петровић (18 - 1927), подпуковник авијације (парцела 2, рејон , ред 1)
- Породица Поповић-Пеци, гробница, Стеван (1845-1909), правник, градоначелник и Емил (1882-1951), агроном, писац (парцела 1, рејон , ред 1)

## Јеврејско гробље у Новом Саду
- Шандор Немеш (1858-1905), адвокат, мађарски родољуб, мецена (парцела 5, рејон , ред 1)
- Јошка Мајер (1844-1935), правник, мађарски родољуб, поборник српско мађарског зближавања (гроб у близини капеле)

## Kатоличко гробље у Новом Саду
- Вилмош Вилт (1875-1939), лекар, новосадско јодно купатило уредио као бању (парцела 8, рејон , ред 1)
- Феликс Парчетић (1839-1889), велики жупан, угарски племић (парцела 5, рејон , ред 2)
- Миклош Естергоми (1846-1934), мађарсики официр и војни племић (парцела 5, рејон , ред 2)
- Ивица Чађевац (1904-1937), авијатичарски официр (парцела 7, рејон , ред 1)

- Феликс Парчетић (1839-1889)
- Феликс Парчетић (1839-1889)
- Ивица Чађевац (1904-1937)
- Вилмош Вилт (1875-1939)
- Вилмош Вилт (1875-1939)

## Авијатичарско гробље у Новом Саду
- Срећко Шетник (198-1921), пилот
- Јекослав Никољачић (1908-1934), пилот (парцела 3, рејон , ред 7)
- Јероним Новак (1898-1933) пилот
- Ернест Швагељ (1906-1942), пилот
- Иве (без презимена) (1902-1932), пилот

## Евангилистичко гробље у Новом Саду
- Милош Kрно (1869-1917), правник, словачки политички лидер (парцела, рејон , ред 2)
- Јанош Немењаши (1832-1899), просветитељ, школски педагог, угарски племић (парцела, рејон , ред 2)
- Фриђеш Шнајдер (1853-1922, хонведски пуковник, најстарија немачка породица у Новом Саду (парцела, рејон , ред 1)

## Војно гробље у Петроварадину
- Мартин Дедовић (1756-1822), аустријски подмаршал, командант Петроварадинске тврђаве, војни плeмић (главна стаза, са леве стране на улазу, гроб на почетку
- Заједничка гробница (војничка) у облику обелиска, сахрањен комадни кадар изгинулих аустријских војника из времена револуције 1848-1849 (главна стаза, на средини са десне стране)

## Православно гробље у Сремској Kаменици
- Десет гробова непознатих бораца за слободу, стрељаних таоца за одмазду. Непознати таоци из руских затвора, односно логора (на улазу у гробље, са десне стране)

## Напомена
Решењем Градског завода за обнову градитељског наслеђа и заштиту споменика културе Нови Сад у основању, бр. 01-297/2-84 од 8.12.1984. године, утврђено је да сва стара гробља у Новом Саду која су ван употребе, имају својство споменика културе. 1991. године Гробља ван употребе утврђена су просторно културно-историјском целином од великог занчаја (Сл. лист АПВ бр. 25/91).